# Svenljunga köping
Denna artikel handlar om den tidigare kommunen Svenljunga köping. För orten se Svenljunga, för dagens kommun, se Svenljunga kommun.
Svenljunga köping var en tidigare kommun i Älvsborgs län. 

## Administrativ historik
Svenljunga köping bildades 1946 genom en ombildning av Svenljunga landskommun. 1971 gick köpingen upp i Svenljunga kommun.
Köpingen hörde till Svenljunga församling.

## Heraldiskt vapen
Blasonering: I blått fält två korslagda hårknivar av silver, åtföljda ovan av ett oxhuvud av silver med röda horn och röd tunga samt nedan av en ljungblomma av silver.
Vapnet fastställdes 1959.

## Geografi
Svenljunga köping omfattade den 1 januari 1952 en areal av 40,56 km², varav 40,16 km² land.

### Tätorter i köpingen 1960
I Svenljunga köping fanns tätorten Svenljunga, som hade 2 570 invånare den 1 november 1960. Tätortsgraden i köpingen var då 100,0 procent.

## Politik

### Mandatfördelning i Svenljunga köping, valen 1946-1966
| 10 | 3 | 2 | 5 |

| 16 | 4 |

| 10 | 3 | 2 | 5 |

| 16 | 4 |

| 9 | 2 | 3 | 6 |

| 17 | 3 |

| 8 | 3 | 2 | 7 |

| 18 |

| 10 | 3 | 2 | 5 |

| 17 | 3 |

| 9 | 4 | 2 | 5 |

| 18 |